# 齊藤太太
《齊藤太太》，是日本漫畫家小田由亞的一部校園漫畫。2006年於《office YOU》（集英社）開始連載。舞台設定在東京郊外的卧城，虛構都市「小鳩台市」。原型不明，但齊藤經常出入的健身俱樂部坐落於西東京，因此也有人認定其原型是西東京市。

## 劇情內容
齊藤全子最討厭的就是不遵守規矩的傢伙，已是5歲孩子的母親的她一向是有話直說，也曾讓消極的媽媽對她敬而遠之……行走中抽煙、耳機的聲音太大吵到別人也絲毫不敢到愧疚的年輕人、在電車上不分場合胡鬧的小孩子、還有對此視而不見的大人……這些不文明的事很容易會看見也裝沒看見，但齊藤全子就是敢對這樣的現實叫暫停，成為了「敢說NO的日本人」齊藤太太，為了一針見血的指出社會的不平之事而四處奔走……。

## 主要角色

### 齊藤家
齊藤 全子
個性正義，有話直說，常讓其他人對她敬而遠之。
齊藤 雪彥
齊藤太太的丈夫。
齊藤 潤一
齊藤太太的兒子。
齊藤 笑
齊藤太太的女兒。

### 真野家
真野 若葉
齊藤全子的好朋友。個性有些迷糊，也很會顧慮他人。
真野 尊
真野若葉之子。
真野 透
真野若葉的丈夫，在某公司上班。有時會協助真野若葉。

### 小鳩幼稚園相關人物
三上太太
小鳩幼稚園媽媽們心目中的老大。
三上 
三上太太的長女。
三上 
三上太太的次女。潤一與尊就讀的幼稚園同班同學，在書中很少被提及。
小倉太太
幼稚園媽媽們成員之一。
櫻井 綾子
小鳩幼稚園附近的阿久津高中學生。

### 大鷹小學相關人物
妹尾老師
上小學之後的尊與潤一的班級導師。
安西 磨沙夜
從姬路轉學過來的高年級學生。
立花 知佐子
擔任PTA教養委員的家長，在杂志擔任讀者模特兒，面容姣好。
源太太
六年級學生的家長，PTA會長。
玉井 大和
三年級學生，尊與潤一的同班同學，是班上的老大。
小杉老師
已經負責三年三班兩年的菜鳥老師。
大迫老師
尊與潤一讀五年級時的班導師，是第一個男老師。

### 其他
泉 溫之
通稱泉教練。齊藤經常出入的健身俱樂部教練。

## 單行本
| 卷數   | 初版發售日 | ISBN                   |
| ------ | ---------- | ---------------------- |
| 第1卷  | 2006年11月 | ISBN 4-420-15104-8     |
| 第2卷  | 2007年5月  | ISBN 978-4-420-15119-1 |
| 第3卷  | 2007年10月 | ISBN 978-4-420-15135-1 |
| 第4卷  | 2007年12月 | ISBN 978-4-420-15140-5 |
| 第5卷  | 2008年3月  | ISBN 978-4-420-15146-7 |
| 第6卷  | 2008年8月  | ISBN 978-4-420-15157-3 |
| 第7卷  | 2008年12月 | ISBN 978-4-420-15167-2 |
| 第8卷  | 2009年4月  | ISBN 978-4-420-15177-1 |
| 第9卷  | 2009年8月  | ISBN 978-4-420-15184-9 |
| 第10卷 | 2009年12月 | ISBN 978-4-420-15193-1 |
| 第11卷 | 2010年4月  | ISBN 978-4-420-15204-4 |
| 第12卷 | 2010年8月  | ISBN 978-4-420-15215-0 |
| 第13卷 | 2010年12月 | ISBN 978-4-420-15224-2 |
| 第14卷 | 2011年3月  | ISBN 978-4-420-15227-3 |

## 電視劇

### 第一季
《齊藤太太》，是日本日本電視台自2008年1月9日至3月19日，逢星期三晚上10時（日本時間）播出的電視劇，全11集。第一集及大結局都延長15分鐘播出時間。
主要場景設置於横滨市戶塚區與神奈川區。
此外，也透過NHK環球廣播網TV Japan在美国、加拿大、波多黎各等地，於2008年10月11日至12月20日期間（當地時間）播出。
在台灣透過有线电视，香港透過卫星电视·播出。

#### 演員表
齊藤家
- 齊藤全子：觀月亞里莎（30）（香港配音：鄭麗麗）
- 齊藤潤一：谷端奏人（日语：谷端奏人）（5）（香港配音：何璐怡）

真野家
- 真野若葉：米木拉（26）（香港配音：曾秀清）
- 真野透：佐佐木藏之介（36）（香港配音：李錦綸）
- 真野尊：平野心暖（日语：平野心暖）（5）（香港配音：謝潔貞）

小倉家
- 小倉奈美：北川弘美（26）（香港配音：曾佩儀）
- 小倉佳也：坂井和久

山本家
- 山本美雪 （みゆき）：濱田麻理（日语：濱田マリ）（36）
- 山本初江：須賀櫻（日语：須賀さくら）

中村家
- 中村久美：矢澤心（日语：矢沢心）（26）
- 中村真：加藤清史郎

三上家
- 三上律子：高島禮子（38）（香港配音：黃麗芳）
- 三上香織：飯野芹菜（日语：飯野芹菜）

小鳩幼稚園「年長組」媽媽、幼稚園學童
- 野村福子：鈴木美惠（日语：鈴木美恵）（33）
- 野村幸惠：坂本璃櫻
- 阿部香：阿南敦子（日语：阿南敦子）（34）
- 阿部聖南：秋元晏斗玲（日语：秋元晏斗玲）
- 神崎友紀：佐藤真弓（日语：佐藤真弓）（36）
- 神崎弘宜：小林海人（日语：小林海人）
- 二谷愛：出口結美子（日语：出口結美子）（32）
- 二谷真美：町田華子
- 二谷珠美：町田黎子

小鳩幼稚園老師
- 佐原佳奈子：須藤理彩（31）
- 樺梓（あづさ）：山口佳奈子（20）
- 望月正行：古田新太（41）（香港配音：林保全）

阿久津高中
- 櫻井綾子：石橋杏奈（17）（香港配音：林元春）
- 新見啓（けい）：高橋南（AKB48）（17）
- 柳川正義：山田親太朗（17）
- 楢原俊男：池田純（17）

附近居民及其他人物
- 泉溫之：弓削智久（日语：弓削智久）（23）
- 奧村早紀枝：池澤彩野花（18）

#### 製作人員
- 原作：小田由亞（日语：小田ゆうあ）
- 企劃：東寶
- 編劇：土田英生（日语：土田英生）、相內美生（日语：相内美生）、福間正浩
- 導演：久保田充、岩本仁志（日语：岩本仁志）、本間美由紀
- 音樂：池賴廣
- 製作人：西憲彥、渡邊浩仁、佐藤毅（東寶）
- 主題曲：觀月亞里莎〈ENGAGED（日语：ENGAGED）〉（avex tune）
- 配樂：小西善行
- 音效：蛯原浩彥
- 技術協力：NiTRO（日语：日テレ・テクニカル・リソーシズ）
- 美術協力：NIPPON TELEVISION ART（日语：日本テレビアート）
- 製作協力：Nippon Television AX-ON（日语：日テレアックスオン）
- 製作著作：日本電視台

#### 收視率
| 集數                                                    | 播放日期      | 日文標題 | 編劇     | 導演       | 收視率 |
| ------------------------------------------------------- | ------------- | -------- | -------- | ---------- | ------ |
| 1                                                       | 2008年1月09日 |          | 土田英生 | 久保田充   | 15.3%  |
| 2                                                       | 2008年1月16日 |          | 土田英生 | 岩本仁志   | 17.4%  |
| 3                                                       | 2008年1月23日 |          | 土田英生 | 岩本仁志   | 15.5%  |
| 4                                                       | 2008年1月30日 |          | 相內美生 | 久保田充   | 15.4%  |
| 5                                                       | 2008年2月06日 |          | 福間正浩 | 本間美由紀 | 15.8%  |
| 6                                                       | 2008年2月13日 |          | 相內美生 | 久保田充   | 13.0%  |
| 7                                                       | 2008年2月20日 |          | 福間正浩 | 岩本仁志   | 14.0%  |
| 8                                                       | 2008年2月27日 |          | 福間正浩 | 岩本仁志   | 12.5%  |
| 9                                                       | 2008年3月05日 |          | 土田英生 | 本間美由紀 | 17.2%  |
| 10                                                      | 2008年3月12日 |          | 土田英生 | 久保田充   | 15.0%  |
| 11                                                      | 2008年3月19日 |          | 土田英生 | 久保田充   | 19.6%  |
| 平均收視率 15.6%（收視率由關東地區·Video Research調查） |               |          |          |            |        |

### 第二季
《齊藤太太2》，是2008年播出的《齊藤太太》續集，講述的是以齊藤全子的兒子就讀的小學為中心展開的故事。2013年7月13日至2013年9月21日於日本電視台的「週六連續劇」時段播出。是繼2005年《極道鮮師2》之後，首部由週三連續劇時段首播第一季，由週六連續劇時段播出續集的作品。

#### 演員表

##### 齊藤家
- 齊藤全子：觀月亞里莎[2][3]（香港配音：鄭麗麗）

因為丈夫工作的關係，搬到大鷹市。雖然希望不要再被討厭，但還是貫徹的自己的正義之道。
- 齊藤雪彥

全子的丈夫。現在因為工作的關係，住在南非的開普敦。預計在今年年內就返回日本。
- 齊藤潤一：谷端奏人（日语：谷端奏人）（香港配音：何璐怡）

全子的兒子，就讀於大鷹小學4年3班。

##### 山內家
- 山內摩耶：桐谷美玲[4]（香港配音：劉惠雲）

與在公司認識，年紀大自己很多的弘高結婚後，年僅18歲就生了拓海。也許是因為如此，這個年輕的母親一直因此感到自卑。
- 山內弘高：田邊誠一（香港配音：蘇強文）

- 山內拓海：橋本涼（日语：スノープリンス合唱団）（Johnny's Jr.）（香港配音：陸惠玲）

潤一同班同學。喜歡幫朋友取綽號。

##### 玉井家
- 玉井真美：南果步（香港配音：沈小蘭）

大鷹小學4年3班的家長聚集成的玉井集團的領導者。
- 玉井大和：玉元風海人（Johnny's Jr.）（香港配音：黃昕瑜）

##### 玉井集團
以玉井太太為首的大鷹小學4年3班家長會。常常參加玉井太太擔任講師的花藝教室。
家長
- 立花知佐子：酒井若菜（香港配音：柚子蜜）
- 大庭麻衣：貓背椿（日语：猫背椿）（香港配音：黃玉娟）
- 播磨大三郎：音尾琢真（香港配音：葉振聲）
- 本間加奈：三鴨繪里子（日语：三鴨絵里子）（香港配音：雷碧娜）
- 結城紗奈枝：今野麻美（香港配音：許盈）
- 佐佐木香織：尾藤桃子（日语：尾藤桃子）（香港配音：黃瑩瑩）

孩子們
- 立花知花：大野百花（日语：大野百花）（香港配音：陳皓宜）
- 大庭祐一：矢部光祐（日语：矢部光祐）（香港配音：蔡惠萍）
- 播磨美侑：池間夏海（香港配音：廖杏茵）
- 本間萌萌香：山田萌萌香（日语：山田萌々香）
- 結城朱音：山田菜菜香（香港配音：李潤知）
- 佐佐木信：矢野陽輝（香港配音：陳琴雲）

##### 大鷹小學
4年3班學童
- 石山傑拉德：（香港配音：林丹鳳）

父親是巴西人。被拓海取了「嘉年華」（Carnival）的綽號。
4年1班學童
- 櫻田雄司：佐藤詩音（日语：佐藤詩音）（香港配音：林芷筠）

4年1班家長
- 櫻田惠：川崎亞沙美（香港配音：吳羨婷）

教師
- 小杉大造： 瀨戶康史（香港配音：曹啟謙）

4年3班導師。
- 脇坂義男：古關安廣（香港配音：林保全）

教務主任。害怕喜歡一出點小問題就召開緊急家長會的玉井太太。

##### 大鷹高中
在購物中心因為沒禮貌受到齊藤全子注意的不良集團。
- 前園冴：松岡茉優（香港配音：張頌欣）
- 椎原直人：岡山智樹（香港配音：林筠翔）
- 保科優里：早見朱莉[5]（香港配音：何寶珊）
- 木津大輔：宇治清高（日语：宇治清高）（香港配音：李安邦）
- 藤野麻由：彩也子（香港配音：陳皓宜）
- 姬野桃：米盛有彩
- 半田道幸：道幸風舞
- 剛田剛：大里祐貴
- 藤木亞梨須：橫山亞理紗

##### 其他
- 岩田巡査：勝村政信（香港配音：劉昭文）

- 橫田睦美：千葉雅子（日语：千葉雅子）（香港配音：蔡惠萍）

玉井花藝教室的學生。
- 間谷文明：金替康博（香港配音：張錦江）

玉井集團常常光顧的咖啡廳「馬雅文明」的店長。

##### 客串演出
- 真野若葉：米木拉（特別演出／第1集）（香港配音：朱妙蘭）
- 安西繼利：池田成志（日语：池田成志）（第1、2、4、8－9集）（香港配音：陳卓智）

磨沙夜的父親。安西興業社長。
- 安西磨沙夜：前田航基（第2、5－6、8－9集）（香港配音：鄧港文）

因為性格粗暴，沒有任何同班同學朋友的小學六年級生。
- 塚田修平：池谷幸雄（第4集）（香港配音：馮錦堂）

體操教室的老師。
- 太田理沙子：西慶子（日语：西慶子）（第5集）

婦產科護士。
- 望月正行：古田新太（特別出演／第7集）（香港配音：朱子聰）

是前作中潤一就讀的小鳩幼稚園前任園長。現在是大鷹市育兒諮詢室室長。
- 前園慎二：遠藤要（第7集）（香港配音：劉奕希）

冴的丈夫。長途卡車司機。

#### 製作人員
- 原作：小田由亞（日语：小田ゆうあ）「斉藤さん」（集英社刊「office YOU（日语：オフィスユー）」）
- 編劇：土田英生（日语：土田英生）、相內美生（日语：相内美生）
- 音樂：池賴廣
- 導演：久保田充、吉野洋、岩本仁志（日语：岩本仁志）
- 主題曲：浦江真紀子（日语：浦江アキコ）（SONIC GROOVE）
- 導演助理：村田淳志
- 配樂：小西善行
- 音效：井上奈津子
- CG：菊間潤子、岡野正廣
- 劇中料理：赤堀博美
- 插花指導：DFA花匠資格認定協會
- 瑜珈指導：久保玲子
- 各集協力工作人員
  - 舞蹈指導：Lucky池田（日语：ラッキィ池田）（第1集）
  - 大阪腔指導：工藤時子（日语：工藤時子）（第2、5集）
  - 鋼琴指導：東由香里（第4集）
  - 鋼琴演奏替身：松原明（第4集）
  - 水蠆養殖顧問：清水敏夫（第4集）
  - 水蠆養殖協助：千葉縣立成田西陵高級中學（日语：千葉県立成田西陵高等学校）地區生物研究部（第4集）
- 劇中書籍：福田岩緒（文研出版）
- 攝影協力：AEON Lake Town（日语：イオンレイクタウン）、Lake Town OUTLET、川越市教育中心、川越市
- 統籌：神蔵克
- 監製：大平太（日语：大平太）
- 製作人：福井雄太、西憲彥、難波利昭、佐藤毅（東寶電影）
- 執行製作人：大塚泰之（日语：大塚泰之）
- 製作助理：吉川惠美子、杉本明千世
- 企劃協力：東寶電影
- 製作協力：Nippon Television AX-ON（日语：日テレアックスオン）
- 製作出品：日本電視台

#### 收視率
| 集數                                                   | 播放日期       | 日文標題 | 編劇     | 導演     | 收視率 |
| ------------------------------------------------------ | -------------- | -------- | -------- | -------- | ------ |
| 1                                                      | 2013年07月13日 |          | 土田英生 | 久保田充 | 15.5%  |
| 2                                                      | 2013年07月20日 |          | 土田英生 | 久保田充 | 13.1%  |
| 3                                                      | 2013年07月27日 |          | 土田英生 | 吉野洋   | 10.6%  |
| 4                                                      | 2013年08月03日 |          | 相内美生 | 久保田充 | 10.5%  |
| 5                                                      | 2013年08月10日 |          | 土田英生 | 岩本仁志 | 11.0%  |
| 6                                                      | 2013年08月17日 |          | 土田英生 | 岩本仁志 | 09.7%  |
| 7                                                      | 2013年08月31日 |          | 土田英生 | 久保田充 | 12.2%  |
| 8                                                      | 2013年09月07日 |          | 土田英生 | 吉野洋   | 14.5%  |
| 9                                                      | 2013年09月14日 |          | 土田英生 | 岩本仁志 | 13.1%  |
| 10                                                     | 2013年09月21日 |          | 土田英生 | 久保田充 | 12.9%  |
| 平均收視率12.4%（收視率由關東地區·Video Research調查） |                |          |          |          |        |

## 作品的變遷
| 日本電視台 週三連續劇                    | 日本電視台 週三連續劇                 | 日本電視台 週三連續劇                |
| ---------------------------------------- | ------------------------------------- | ------------------------------------ |
|                                          | 齊藤太太 （2008.01.09 - 2008.03.19）  |                                      |
| 工作狂人 （2007.10.10 - 2007.12.19）     | 熱血律師 （2008.04.16 - 2008.06.18）  |                                      |
| 日本電視台 週六連續劇                    |                                       |                                      |
| 35歲的高中生 （2013.04.13 - 2013.06.22） | 齊藤太太2 （2013.07.13 - 2013.09.21） | 東京浪潮 （2013.10.12 - 2013.12.14） |

| 臺灣 緯來日本台 一番偶像劇 週一至週五 晚間20:00至21:00 | 臺灣 緯來日本台 一番偶像劇 週一至週五 晚間20:00至21:00 | 臺灣 緯來日本台 一番偶像劇 週一至週五 晚間20:00至21:00 |
| ------------------------------------------------------ | ------------------------------------------------------ | ------------------------------------------------------ |
|                                                        | 齊藤太太來了 （2008.12.18 - 2009.01.02）               |                                                        |
| 貧窮男子 （2008.12.05 - 2008.12.17）                   | （2009.01.05 - 2010.01.19）                            |                                                        |

| 香港 無綫電視翡翠台及高清翡翠台 星期日 11:00-11:55                           | 香港 無綫電視翡翠台及高清翡翠台 星期日 11:00-11:55                 | 香港 無綫電視翡翠台及高清翡翠台 星期日 11:00-11:55 |
| ---------------------------------------------------------------------------- | ------------------------------------------------------------------ | -------------------------------------------------- |
|                                                                              | 正義靚太 （2009.10.18 - 2010.01.10）                               |                                                    |
| 花樣少年少女 重播+特別篇 （2009.06.28 - 2009.10.11）                         | 求婚大作戰 （2010.01.17 - 2010.04.11） （2010.04.18 - 2010.04.25） |                                                    |
| 香港 無綫網絡電視煲劇1台 星期六 14:00-16:00及18:30-20:30                     |                                                                    |                                                    |
| （2014.06.07 - 2014.07.05）                                                  | （2014.07.12 - 2014.08.09）                                        | （2014.08.16 - 2014.09.13）                        |
| 香港 無綫電視翡翠台 星期日 11:00-11:55 9月20日 10:30-11:55 11月22日 暫停播映 |                                                                    |                                                    |
| （2015.07.05 - 2015.09.13）                                                  | （2015.09.20 - 2015.11.29）                                        | （2015.12.06 - 2016.02.14）                        |

## 外部連結
- （日語）斉藤さん （页面存档备份，存于）－日本電視台
- （日語）斉藤さん－日本電視台隨選
- （日語）斉藤さん2 （页面存档备份，存于）－日本電視台
- （日語）斉藤さん2－日本電視台隨選
- （日語）斉藤さん2的X（前Twitter）